# Nederlands Genootschap voor Heraldiek
Het Nederlands Genootschap voor Heraldiek (NGH) is een in 2014 opgerichte stichting. Het NGH heeft als doel de uitoefening van de heraldiek als immaterieel cultureel erfgoed in Nederland en andere landen te bevorderen.
Het Genootschap kent hiervoor twee speerpunten: het vergroten van de kennis over de heraldiek als cultuurhistorisch fenomeen en het stimuleren van de ‘levende heraldiek’. De heraldiek wordt door het Genootschap o.a. gestimuleerd door het geven van wapenbrieven (registreren van wapens) en het hierbij betrekken van, naar hun oordeel, kwalitatief goede heraldisch ontwerpers en schilders.

## Activiteiten van het NGH
- Uitgave van een kwartaalblad voor heraldiek en zegelkunde, onder de naam 'Blazoen'.[3]
- Het registeren van wapens en het uitgeven van wapenbrieven aan families, corporaties en religieuze organisaties en ambtsdragers.[4][5]
- Het aanleggen van drie wapenregisters:
  - het 'wapenregister familienamen' voor familiewapens en persoonlijke wapens,
  - het 'wapenregister corporaties' voor wapens van organisaties, en
  - een 'kerkelijk wapenregister' voor wapens van religieuze organisaties en ambtsdragers.
- Uitgave van wapenboeken met de geregistreerde wapens.
- Organisatie van een jaarlijkse Heraldische Dag met lezingen, een heraldische markt en een tentoonstelling.[6]
- Het samenstellen van een 'Gilde der Heraldisch Kunstenaars', met kwalitatief goede heraldisch ontwerpers en tekenaars/schilders als partners.

## Bestuur
- Drs. Hans H. Duitgenius, voorzitter.
- Mr. Drs. Bas. G.A.A. Verkerk, vice-voorzitter.
- Drs. Wibo G. Boswijk, penningmeester.
- Marcel R.C. van Vlaanderen, 1e secretaris.
- Jhr. Mr. Frans J.M.I. van Rijckevorsel, 2e secretaris.
- Dr. Ir. Ralf Hartemink, bestuurslid.

## Commissies

### Raad van Advies
- Mr. Jan T. Anema.
- Prof.Dr. Luc Duerloo

### College van herauten
- Klaas Padberg Evenboer, voorzitter.

### Redactie Blazoen
- William Coolen, hoofdredacteur ad interim.

### Websitecomissie
- Drs. Hans H. Duitgenius, voorzitter.

### Bibliotheek- en documentatiecentrum
- Drs. Wibo G. Boswijk, beheerder.

## Het Gilde der Heraldische Kunstenaars
Het Gilde is voortgekomen uit het in 1991 opgerichte Heraldisch Gezelschap 'De Kraanvogel'. Tot de oprichters behoorden Karel van den Sigtenhorst (1925-2014) en Henk 't Jong. Leden van het Gilde werkten voor de Hoge Raad van Adel, het CBG, en vervaardigden onder anderen de wapentekeningen voor het Jaarboek van het CBG, het Nederland's Adelsboek en het Nederland's Patriciaat. Ook nu behoren deze werkzaamheden tot de taken van de leden van het Gilde, naast het maken van de wapentekeningen voor de wapenregistraties van het genootschap. Guus van Breugel is de huidige voorzitter van het Gilde der Heraldische Kunstenaars.

## Heraldiek als immaterieel cultureel erfgoed
Door de inspanningen van het genootschap is in 2023 heraldiek toegevoegd aan de lijst van immaterieel cultureel erfgoed in Nederland. Het genootschap zet zich momenteel met deelnemers uit andere landen in voor internationale erkenning als cultureel erfgoed door de UNESCO. 